# Cyclargus
Genre
Cyclargus est un genre néotropical de lépidoptères (papillons) de la famille des Lycaenidae. 

## Systématique
Le genre Cyclargus a été décrit en 1945 par l'écrivain et entomologiste Vladimir Nabokov,, qui l'a scindé du genre Hemiargus Hübner, 1818 sur la base de différences dans la structure des pièces génitales, en désignant Lycaena ammon Lucas, 1857 comme espèce type. Par la suite, certains auteurs ont tout de même considéré Cyclargus comme un synonyme junior d'Hemiargus.
Le genre Cyclargus est classé dans la famille des Lycaenidae, la sous-famille des Polyommatinae et la tribu des Polyommatini.
Il est étroitement apparenté aux genres Hemiargus et Echinargus, eux aussi américains. 

## Liste des espèces et distribution géographique
Sept espèces sont actuellement reconnues dans le genre Cyclargus ; elles sont toutes originaires d'une région formée de l'archipel des Antilles et de la péninsule de Floride :
- Cyclargus ammon (Lucas, 1857) — Antilles, Floride.
- Cyclargus thomasi (Clench, 1941) — Bahamas, Floride.
- Cyclargus dominica (Möschler, 1886) — Jamaïque.
- Cyclargus kathleena Johnson & Matusik, 1992 — Hispaniola.
- Cyclargus oualiri Brévignon, 2002 — Guadeloupe.
- Cyclargus shuturn Johnson & Bálint, 1995 — Jamaïque.
- Cyclargus sorpresus Johnson & Matusik, 1992 — Hispaniola.